# ダイクロマティズム
ダイクロマティズム(英: dichromatism)あるいはポリクロマティズム(英: polychromatism)とは物体や溶液の色相が色素の濃度や物体・溶液の厚さ（光路長）に依存して変化する現象である。ダイクロマティズムを示さない物質の場合には、色素濃度や物体の厚さが変化しても色相は変化せず明度と彩度のみが変化する。ただしこの場合も人間が微妙な色相の変化を感知出来ないだけであり、実在する色素の場合必ずダイクロマティズムは起きると言える。

## ダイクロマティズムの例
明確なダイクロマティズムを示す物質の例は、パンプキンシードオイル、ブロモフェノールブルー、クロロフィル、サフランである。例えば、スプーンに入れたパンプキンシードオイルの中央部分（光路長が長い）は暗い赤色に見え、周辺部分（光路長が短い）は明るい黄緑色に見える。また、スパイスのサフラン（色素濃度が濃い）は赤色をしているが、これを少量加えて炊いた米であるサフランライス（色素濃度が薄い）は黄色となる。植物種により葉の色相が緑から黄緑まで異なるのもクロロフィルのダイクロマティズムによるものであると説明されている。

## 原理
ランバート・ベールの法則によればある波長の光の透過率は溶液に含まれる色素の濃度に対して右肩下がりの指数関数の形で減少する。こうした色素一般の分光学的性質により、吸光係数の異なる複数の波長により構成される可視光が色素溶液を透過する時、これらの波長の透過光に占める比率は色素濃度や光路長によって変化する。人間が感知する光の色は概ね400nmから700nmの波長の光の割合によって決まるので、この領域の波長の光の割合が変わることは光（物体）の色が変わることを意味している。RGB等色関数等を用いて透過光のスペクトルがどのような色を示すのか計算することでダイクロマティズムを数学的に説明することができる。